# Femminile Inter Milano
L'Associazione Sportiva Dilettantistica Femminile Inter Milano, nota semplicemente come Inter Milano, è stata una società calcistica italiana con sede nella città di Milano, fondata nel 2009 e poi scioltasi nel 2018. Disputava le sue gare interne a Sedriano presso il locale campo sportivo. Dalla stagione 2014-2015 alla 2017-2018 ha militato in Serie B, secondo livello del campionato italiano femminile di calcio.
Nella sua storia sportiva annovera un campionato di Serie A, disputato nella stagione 2013-2014, al termine della quale è retrocessa in Serie B.
Si è sciolta nel 2018 e il suo titolo sportivo è stato acquisito dalla sezione femminile dell'FC Internazionale Milano, l'Inter Women.

## Storia
La società è nata nel 2009 dalla fusione di due realtà calcistiche femminili della Provincia di Milano: l'A.F.C. Le Azzurre di Abbiategrasso e l'A.S.D. Femminile Romano di Corsico.
L'A.C.F. Le Azzurre nasce nel 1982. Dalla stagione 2007-2008 cambia denominazione in A.C.F. Inter e disputa il campionato di Serie C regionale. Anche nella stagione successiva 2008-2009 milita del campionato di Serie C.
L'A.S.D. Femminile Romano nasce nel 2006, derivante da una società che ebbe origine dieci anni prima. Disputa il campionato di Serie C nella stagione 2006-2007 classificandosi seconda. Nella stagione successiva, 2007-2008, vince la Coppa Lombardia e il campionato di Serie C lombardo. Nella stagione 2008-2009 milita in serie B.
Nel 2009 l'A.C.F. Inter e la l'A.S.D. Femminile Romano si fondono e nasce l'A.S.D. Femminile Inter Milano, che partecipa al campionato di Serie B 2009-2010.
Nella stagione 2010-2011 chiude al secondo posto il girone A di Serie B, venendo promossa in Serie A2.
Al termine della stagione 2012-2013 l'Inter Milano, vincendo il girone C di Serie A2, ottiene la storica promozione in Serie A. Alla guida della squadra c'era mister Carmelo Malgeri La stagione successiva termina con un tredicesimo posto, che non basta per scampare la retrocessione in Serie B. Nelle stagioni successive si classifica due volte al secondo posto nel proprio girone della Serie B.
Il 23 ottobre 2018, a campionato di Serie B già iniziato, il presidente FIGC Gabriele Gravina, deliberò l'attribuzione del titolo sportivo alla neoistituita Inter Women, che ha acquisito così prima squadra e squadra Primavera.

## Società

### Organigramma societario
Organigramma aggiornato alla stagione 2018-2019 dal sito societario
- Elena Tagliabue - Presidente
- Pierantonio Naplone - Vicepresidente
- Gianni D'Ingeo - Direttore sportivo
- Antonio Brustia - Direttore tecnico
- Giovanni Olivieri - Segretario generale
- Filippo Tramontana - Responsabile della comunicazione
- Giorgio Graziano - Responsabile marketing
- Laura Vercellesi - Segreteria

## Palmarès
- Campionato italiano di Serie A2: 1

2012-2013 (girone C)